# Chiesa di Santo Stefano (Monselice)
La chiesa di Santo Stefano è un edificio religioso sconsacrato sito a Monselice, comune in provincia di Padova posto all'apice meridionale nel parco regionale dei Colli Euganei, una della più antiche architetture della cittadina veneta. 
La chiesa, dedicata a Santo Stefano protomartire, venne edificata tra il XIII e il XIV secolo per iniziativa della comunità domenicana come parte del convento, del quale sono sopravvissute alcune parti, in stile romanico, struttura che pur subendo più volte rimaneggiamenti ed ampliamenti nel corso dei secoli, conserva l'originale impostazione architettonica della parte centrale, l'unica della struttura originale. Dopo la soppressione del convento del XVIII secolo, il complesso venne ceduto a privati, tuttavia la chiesa continuò a essere officiata fino a un editto del 1810, in pieno Regno d'Italia napoleonico, che ne decretò la chiusura al culto, con varie destinazioni d'uso e il successivo declino, prima da parte del Regio Esercito, che la utilizzò come caserma prima di essere acquisita dal Comune di Monselice, che la adibì a magazzino, ricovero attrezzi e infine come autorimessa.
Un parziale recupero e apertura al pubblico della navata centrale, venne operata, a oltre 200 anni dalla sua chiusura, dall'amministrazione comunale, proprietaria del bene, nell'ottobre 2017, con l'intenzione negli anni seguenti di recuperare l'intera struttura adibendola ad auditorium.